# Эгберт II (король Кента)
Эгбе́рт II (др.-англ. Egcberth, Egcberht, англ. Egbert; умер между 779 и 784) — король Западного Кента примерно с 765 года, король всего Кента примерно с 776 года. В 776 году Эгберт поднял восстание против короля Мерсии Оффы, который был его сюзереном. После сражения у Отфорда он объединил в своих руках весь Кент и смог добиться его независимости почти на 10 лет. Однако уже после смерти Эгберта Кент в 785 году вновь оказался подчинён Мерсии.

## Биография
После смерти в 762 году короля Этельберта II в Кентском королевстве наступил кризис престолонаследия, в результате которого в течение последующих пяти лет в нём правило не менее 5 королей, которые, вероятно, боролись за власть. Некоторые из них, вероятно, были назначены правителями соседних королевств. Судя по источникам, Кент в этот период разделился на 2 королевства — Западное и Восточное, а его правители, вероятно, к 764 году были вынуждены признать себя вассалами короля Мерсии Оффы.
К 765 году королём Западного Кента вместо Сигереда стал Эгберт II, которому удалось удерживать власть дольше, чем всем другим правителям Кента в этот период. Его точное происхождение неизвестно, однако, поскольку его имя следует традициям именования Кентского королевского рода, вероятно, он также происходил из этой династии. В Восточном Кенте в это время управлял король Хэберт.
«Англосаксонская хроника» указывает, что в 773 или 774 году произошло сражение у Отфорда между мерсийцами и кентцами. Однако исследователи хроники отмечают, что в записях 754—845 годов указанные даты противоречат другим источникам. На основании этого битва датируется 776 годом. 

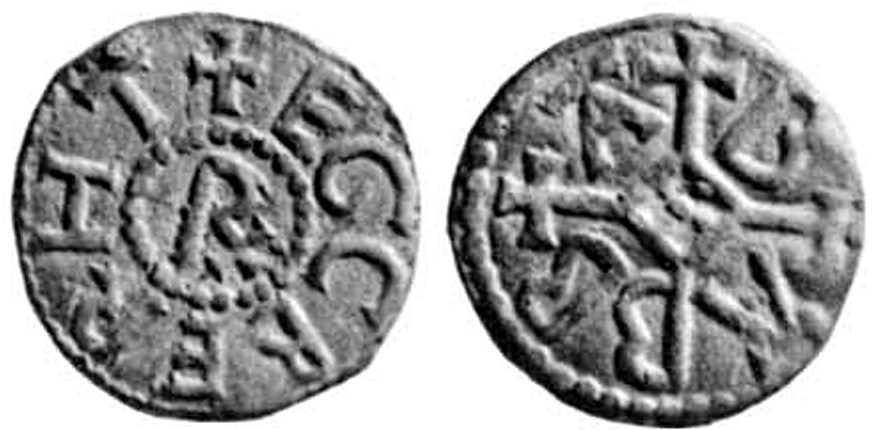
Монета с именем Эгберта II

Историк Фрэнк Стэнтон предположил, что битва при Отфорде была последней попыткой кентцев сохранить независимость. Чем закончилась сражение, в хронике не указано; хотя хронист XII века Генрих Хантингдонский и другие средневековые хронисты полагали, что мерсийцы под руководством короля Оффы одержали победу, современные исследователи указывают, что не существует никаких свидетельств того, что король Мерсии был сюзереном короля Кента. Кроме того, в хартиях, изданных Эгбертом в 778 и 779 годах, а также его преемником Эльмундом в 784 году, отсутствуют какие-то упоминания короля Оффы. На основании этого историки полагают, что в 786 году кентцы, вероятно, под предводительством Эгберта II, восстали против сюзеренитета Мерсии и сумели добиться независимости почти на 10 лет. Эгберт при этом объединил весь Кент, судьба короля Восточного Кента Хэберта неизвестна. Вероятно это произошло не позже 778 года.
Сохранилось около дюжины монет с именем Эгберта II, которые отчеканены в Кентербери. Это самые ранние из сохранившихся монет новой серебряной чеканки, основанной на каролингских весах, однако их датировка неизвестна. Поскольку на одной из них присутствует имя Хэберта, не исключено, что они были отчеканены ещё до битвы при Отфорде. Кроме того, сохранились четыре хартии Эгберта II, изданные в период 765—779 годов; две из них подтвердил король Хэберт.
Год смерти Эгберта II неизвестен. Последняя изданная им хартия датируется 779 годом. Его преемником не позднее 784 года стал Эльмунд.